# Peugeot 203
La 203 era un'autovettura di fascia media prodotta tra il 1948 ed il 1960 dalla Casa francese Peugeot.

## Storia

### Genesi del modello
Il progetto per la 203 ebbe inizio nel 1941, in pieno conflitto mondiale. In quel periodo, erano molti i progetti che i vertici Peugeot avevano in mente: tra questi vi era anche quello relativo ad una ammiraglia che potesse riportare la Casa del Leone Rampante nel settore delle vetture di lusso. Ma questo ed altri progetti vennero accantonati. Ne rimase solo uno: avviare un progetto volto alla realizzazione di una vettura della potenza fiscale di 7CV, quindi appena un gradino più in alto rispetto alla 202, che era una 6CV. Tra l'altro era inizialmente in programma di non curarsi affatto della 202, in listino dal 1938 e la cui produzione venne sospesa a causa della guerra; solo in un secondo momento, sempre durante il conflitto, si decise di mantenere la vettura in listino dopo averle apportato alcune migliorie.

Ma accadde un fatto poco piacevole: in quel periodo il regime nazista aveva occupato molte fabbriche e tra queste anche quella della Peugeot, per cui il progetto dovette essere condotto in gran segreto come tra l'altro stava succedendo anche alla Citroën (con la sua 2CV) ed alla Renault (con la 4CV), tutto questo per non destare la curiosità delle autorità tedesche, che avrebbero potuto requisire i progetti.
Ma tornando al nuovo modello inedito, va detto che inizialmente aleggiava una certa indecisione sul tipo di carrozzeria da adottare, poiché se alcuni propendevano per una classica carrozzeria berlina a due volumi dalle linee tondeggianti e con baule posteriore integrato nella carrozzeria, altri auspicavano invece la soluzione a baule separato, sempre su corpo vettura di tipo berlina a due volumi. Alla fine prevalse il primo orientamento con baule integrato. Anche i primi modellini, inizialmente ispirati al classico stile anni trenta con parafanghi separati dal resto della carrozzeria, vennero via via affinati integrando sempre di più i parafanghi al corpo vettura.

Ma l'11 luglio 1943, vi fu l'arrivo dei dispiegamenti aerei d'oltremanica, che presero a bombardare le fabbriche occupate dai tedeschi. Anche la Peugeot subì dei danni alle sue infrastrutture. Tali danni sarebbero stati riparati in gran parte solo dopo l'armistizio, all'indomani della cessazione delle ostilità, mentre solo in piccola parte vennero risanati a guerra ancora aperta. Ma mentre la Peugeot si leccava le ferite, il progetto della nuova 7CV continuò ad andare avanti e già si era stabilita la nuova denominazione, 203. Alla progettazione e realizzazione della parte meccanica, furono destinati gli ingegneri Chamuzeau, Yoder e Dornier, mentre il disegno della carrozzeria fu affidato ad un'équipe formata da cinque designers: Mathon, Bonal, Hennequin, Rollet e Chenelot. Ne scaturì quasi subito una linea aerodinamica ispirata allo stile anni quaranta in voga negli Stati Uniti, con la coda molto arrotondata ed il lunotto diviso in due parti. Quest'ultima soluzione sarebbe stata ben presto accantonata, così come quella del frontale di forma ovale con fari solo parzialmente integrati nei parafanghi. In ogni caso, si intendeva rompere con le ardite soluzioni stilistiche che avevano caratterizzato la produzione Peugeot dei tardi anni trenta.

Nel gennaio del 1946, vennero effettuati dei test su strada delle varie componenti meccaniche candidate ad equipaggiare la futura 203: come base per le prove furono utilizzati telai derivati da quelli della 302 e della 202 BH. In particolare, si doveva decidere il tipo di cambio da montare: dopo aver scelto tra il semiautomatico Cotal utilizzato nella 402 ed un normale cambio manuale a 4 marce (scelta che ha favorito la seconda tipologia di cambio), si trattò di decidere tra un cambio con quarta marcia surmoltiplicata ed uno con quarta in presa diretta. Allo stesso modo vennero testati l'impianto frenante (meccanico, con cavi in acciaio testati su otto esemplari di 202) e lo sterzo. Ma fu proprio sul fronte del cambio che si ebbero i primi inconvenienti che portarono ai primi significativi ritardi nello sviluppo: il cambio con quarta in presa diretta, auspicato dai vertici Peugeot, si rivelò una soluzione fortemente inaffidabile. Il cambio rimarrà una delle bestie nere durante l'intero arco dello sviluppo della vettura, ed anche dopo, quando la 203 sarà già in commercio.

Nel maggio del 1946, era in fase di ultimazione il nuovo propulsore da 1.3 litri destinato ad equipaggiare la 203, mentre alla fine del mese di giugno venne assemblato il primo prototipo, noto con la sigla P4 e somigliante praticamente in tutto alla vettura definitiva, con la sua coda arcuata che richiamava le berline americane di quei tempi, il lunotto posteriore in un sol pezzo ed i fari anteriori completamente inglobati nei parafanghi. I restanti mesi del 1946 vennero impiegati ad effettuare ulteriori test, mentre il direttivo Peugeot suggerì l'idea di creare una famiglia di modelli derivati dalla 203, in modo da avere una vera e propria gamma con cui affrontare la rinascita dopo la guerra e venire quindi incontro alle esigenze della clientela. Per questo motivo, oltre alla berlina ed alla cabriolet, quest'ultima già prevista in precedenza ed ultimata a luglio, si cominciò a lavorare anche alla versione furgonetta, alla familiare e persino ad una variante coupé.

Il 1947 fu dedicato prevalentemente all'industrializzazione del progetto. Nel mese di marzo vennero realizzati i primi prototipi marcianti da destinare ai test di affidabilità. Tali prototipi, comunque, non rispecchiavano ancora fedelmente le versioni definitive, ma costituirono in ogni caso un validissimo banco di prova. Tutto parve pronto o quasi per avviare l'ultima fase di sviluppo della vettura, destinata ad effettuare numerosi nuovi test su strada per saggiarne le doti dinamiche e l'affidabilità, in modo da apportare nuove migliorie laddove necessarie.

### Debutto
Nel mese di maggio vennero realizzati gli ultimi prototipi per le ultime prove su strada. Sfortunatamente, il desiderio di mantenere il riserbo sugli ultimi ritocchi alla vettura venne infranto quando un esemplare di preserie venne immortalato da un addetto stampa che si trovava a passare lungo la strada dove fu effettuato il test. Colta di sorpresa, la Peugeot decise di presentare la 203 in anteprima al Salone di Parigi nell'ottobre del 1947. Contemporaneamente, invitò rappresentanti dei concessionari Peugeot e della stampa al Théâtre de Chaillot di Parigi per un'ulteriore presentazione della vettura, sempre in anteprima e senza possibilità per alcuno dei partecipanti di poter provare la 203. Essa, infatti, data la circostanza fortuita che ha portato alla sua presentazione in anteprima, non ha avuto tempo di essere messa a punto in tutto e per tutto, perciò è stato necessario un altro anno ancora per gli ultimi ritocchi, anche se per la verità, il problema del cambio seguitò ad essere presente. L'allora vertice dell'azienda, Jean-Pierre Peugeot, dichiarò agli intervenuti che il motivo dell'ulteriore ritardo stava nel dover ancora procurarsi tutti i pezzi ed i macchinari per montare le linee di assemblaggio.

Il debutto ufficiale della 203 avvenne quindi al Salone di Parigi del 1948, nella sola configurazione berlina a 4 porte. La 203 arrivò in un momento in cui un po' tutte le grandi aziende stavano piano piano tornando a fare capolino dai loro rifugi dopo le enormi devastazioni causate dal Secondo Conflitto Mondiale. Pertanto la 203 non era tallonata da una concorrenza spietata: nel settore delle medio-basse vi erano solo un modello francese, la Simca 8 (sostituita di lì a poco dalla Simca Aronde), ed un modello tedesco, il Maggiolino. La Citroën e la Renault avevano in listino solo modelli troppo bassi o troppo alti di categoria rispetto alla 203, per cui non possedevano una loro avversaria diretta. Anzi, nei primi anni di produzione era addirittura l'unico modello Peugeot in listino (esclusi i mezzi commerciali), pertanto era piuttosto solitaria anche in casa propria.

#### Design esterno ed abitacolo

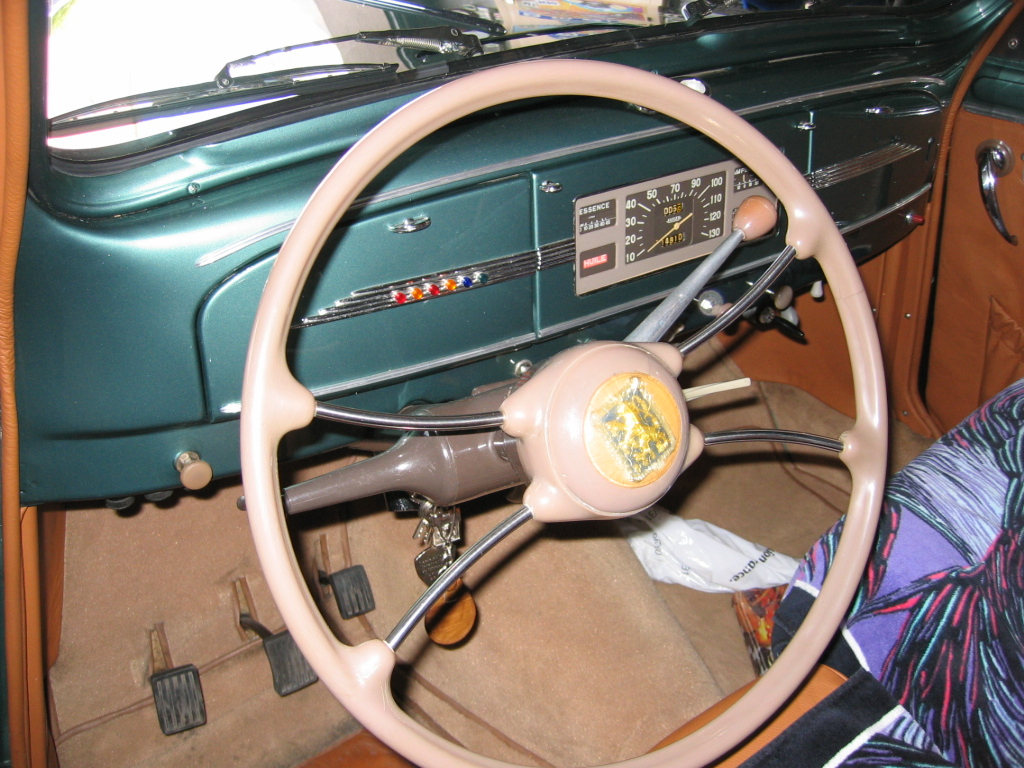
Il posto guida di una 203

La 203 appariva molto più discreta rispetto alla 202 che sarebbe uscita di produzione di lì a pochi mesi, ma nello stesso tempo era anche più moderna, in linea con i canoni stilistici dell'epoca, sempre influenzati dalle tendenze d'oltreoceano, che però non erano più così ossessivamente aggrappate al concetto di "aerodinamica a tutti i costi", ma ad un look semplicemente più moderno, senza tuttavia trascurare l'aspetto aerodinamico. Dalle tendenze stilistiche d'oltreoceano, la 203 ha ripreso il massiccio frontale dotato di una grossa calandra cromata a sette listelli orizzontali che si estendono per quasi tutta la larghezza del frontale stesso; anche i fari tondi incassati nei grossi e sporgenti parafanghi anteriori sono uno stilema tipico dell'epoca. Sulla sommità del cofano motore, campeggiava una testa di Leone cromata, simbolo della Casa francese. Lateralmente la vista viene nuovamente catturata dalla prominenza dei parafanghi, sia anteriori che posteriori: i primi si estendono all'indietro fino a sconfinare nella zona delle portiere anteriori, mentre i secondi, in maniera analoga, si spingono in avanti fino a coprire una parte delle portiere posteriori. I parafanghi posteriori sono anche raccordati molto efficacemente al tetto, grazie ad un padiglione molto arcuato, ma allo stesso tempo dolce, la cui linea viene seguita pari pari anche nella parte bassa della coda, conferendo alla zona posteriore della 203 un profilo molto sfuggente, caratterizzato dai piccoli fari posteriori, dallo sportello del baule a forma di conchiglia e da un lunotto non molto grande, che poteva creare dei problemi di visibilità durante le manovre in retromarcia. Il tetto, anch'esso dall'andamento tondeggiante e che si raccorda dolcemente con la coda, era provvisto di tettuccio apribile, un vezzo, per l'epoca.

L'abitacolo della 203 è piuttosto completo per l'epoca e per la fascia di mercato della vettura: semplice ma riuscito il disegno dei sedili tubolari, anche se con intelaiatura a vista nella parte superiore, mentre il posto guida è caratterizzato da un volante a quattro razze (ma era disponibile come accessorio un volante a tre razze, ognuna composta da cinque asticelle unite assieme) e dalla plancia strumenti posta al centro e che integrava il tachimetro, l'indicatore del livello carburante, la spia dell'olio e l'amperometro. Sotto la plancia strumenti era presente una fila di manopole per comandi di servizio, ed ancora più in basso, in posizione non molto visibile, era presente l'indicatore della temperatura dell'acqua.

#### Struttura, meccanica e motore

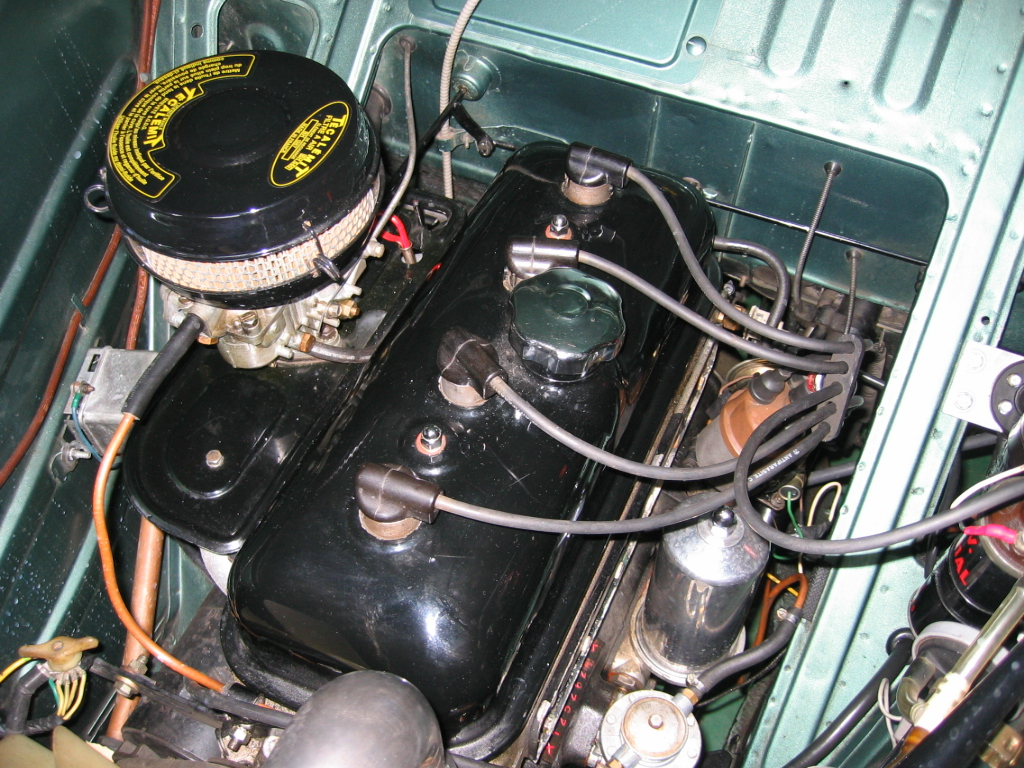
Il moderno motore TM della Peugeot 203

Pur essendo stilisticamente meno ardita della 202, la 203 si rese tuttavia decisamente più all'avanguardia dell'antenata dal punto di vista tecnico. Ferma restando la classica impostazione tecnica a motore anteriore e trazione posteriore, uno dei principali aspetti che rese la 203 innovativa fu il fatto di essere stata la prima Peugeot a scocca portante. Ciò rende tutt'oggi la 203 una pietra miliare nella storia della Casa francese. La Casa francese, già in fase di progettazione aveva previsto l'utilizzo di due differenti varianti di passo: per la berlina venne utilizzato un corpo vettura con passo di 2.58 m, mentre per le versioni furgonate, familiari e commerciali, era previsto un interasse da 2.78 m, più adatto alla destinazione di queste ultime versioni.

Ma i motivi che hanno reso la 203 una vettura innovativa a suo tempo stanno anche nel nuovo motore TM, un 4 cilindri da 1290 cm³ con camere di scoppio emisferiche, valvole in testa e testata cross-flow in lega "alpax". Tale motore erogava una potenza massima di 42 CV a 4500 giri/min, sufficienti per spingere la vettura ad una velocità massima di 116 km/h.

Altre novità tecniche si ebbero sul fronte sospensioni, entrambe a ruote indipendenti: mentre l'avantreno proponeva ancora il tradizionale schema a balestra trasversale, il retrotreno abbandonò la soluzione ad assale rigido presente sulla 202 per proporre lo schema a molle elicoidali. Sui due assi, le asperità del terreno erano smorzate da ammortizzatori idraulici. L'impianto frenante era a quattro tamburi da 255 mm di diametro, mentre lo sterzo era a cremagliera, soluzione economica ed efficace.

Per quanto riguarda la trasmissione, si è già accennato più di una volta ai problemi avuti dalla Casa francese nel dotare la 203 di un cambio decente. In effetti, il cambio manuale a 4 marce (con leva al volante) utilizzato per la 203 era suscettibile di impuntamenti e grattate, queste ultime dovute ad una precaria sincronizzazione dei rapporti. Inoltre, mentre la seconda era troppo corta, la quarta marcia era troppo lunga. Da qui si può notare che alla fine, la Casa francese aveva rinunciato alla quarta in presa diretta, auspicata durante lo sviluppo della vettura. In questo nuovo cambio era la terza marcia ad essere in presa diretta. La frizione era monodisco a secco.

### Evoluzione

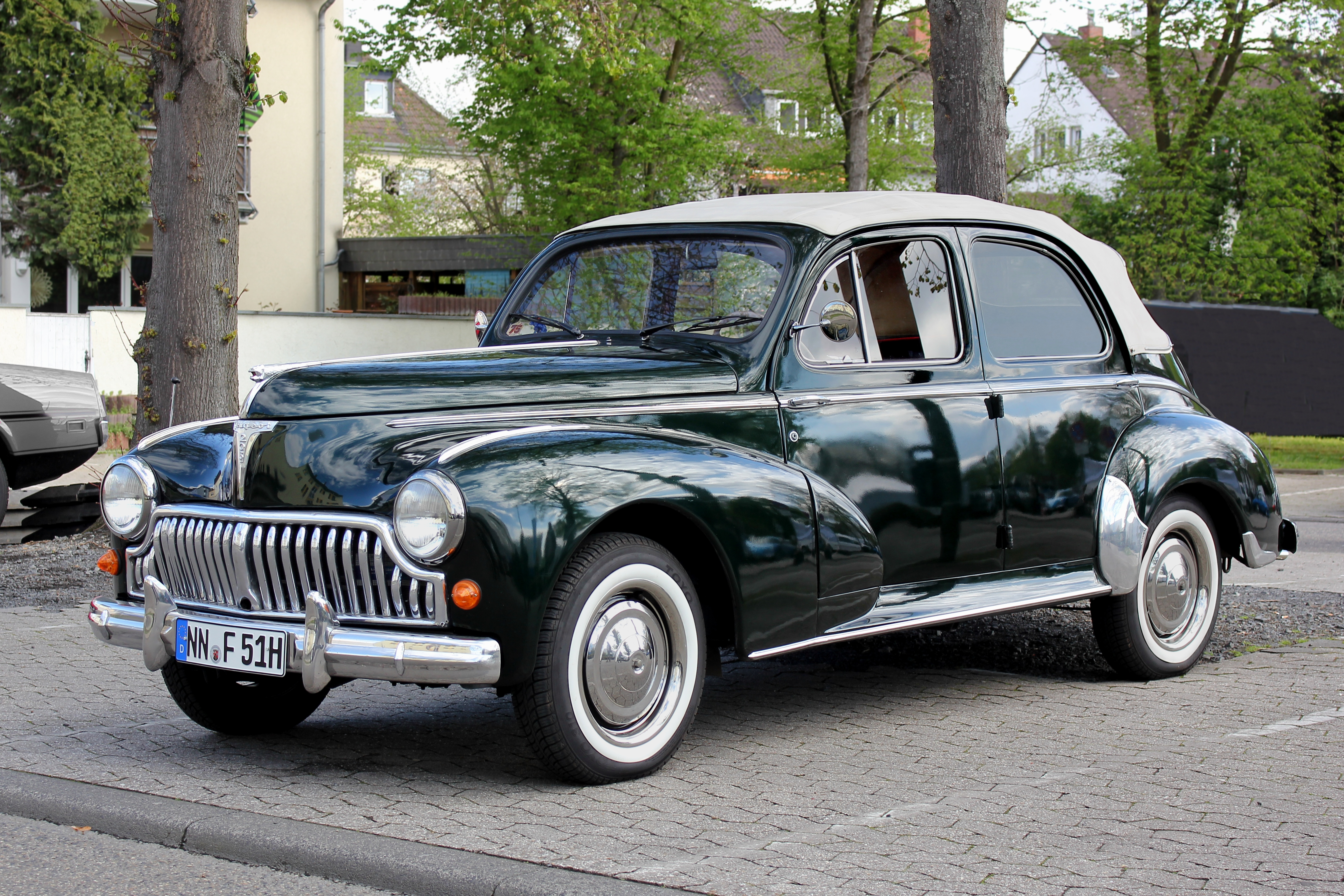
Una 203 berline decouvrable

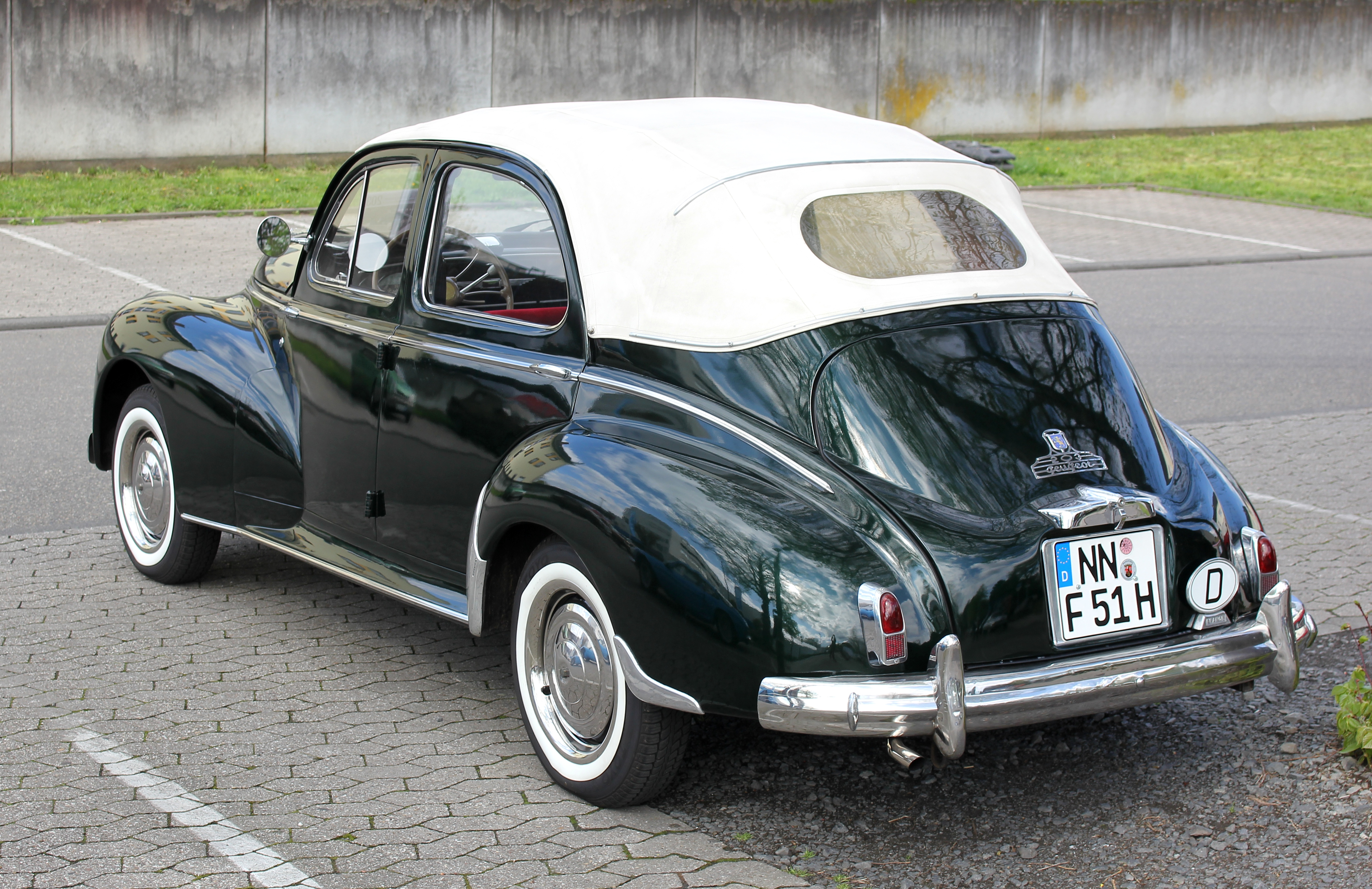

La commercializzazione della 203 fu avviata nel gennaio del 1949, al prezzo di 445 000 franchi. Inizialmente la 203 non fu ricevuta nel migliore dei modi dal pubblico, anche a causa dei cronici problemi della trasmissione, ma dopo i primi esemplari venduti, la 203 si rivelò estremamente affidabile su tutto il resto e tale fama si diffuse a macchia d'olio, tanto da far chiudere un occhio alla potenziale clientela sui difetti del cambio. Per di più, la dotazione era tutt'altro che scadente, dal momento che includeva per esempio anche il riscaldamento interno, per la prima volta su una vettura di questa categoria. Inoltre, il prezzo era talmente concorrenziale che il pubblico prese letteralmente d'assalto i concessionari e gli ordini si fecero talmente numerosi che già nel 1950 i tempi di attesa erano lievitati a ben due anni! La 203 divenne l'auto prediletta per uso taxi o anche come vettura di servizio della Gendarmerie francese. Non pochi esemplari raggiunsero percorrenze di centinaia di migliaia di chilometri.

Già nel 1949 la gamma della 203 fu arricchita con l'arrivo della 203 Berline Affaire, versione più povera della 203 che debuttò l'anno prima. La 203 Berline Affaire era sprovvista di riscaldamento, di tettuccio apribile e di altri dispositivi presenti invece sull'altra versione, che a questo punto prese la denominazione di 203 Luxe per distinguersi dalla più economica. Sempre nello stesso anno nacque la 203 Trasformabile, o berline decouvrable, come veniva chiamata in madrepatria, dotata di tettuccio in tela arrotolabile fino al padiglione. Quest'ultima versione divenne la versione di punta della gamma per i primi anni di produzione: disponibile unicamente in allestimento Luxe, la trasformabile venne venduta ad un prezzo di 525 000 franchi.

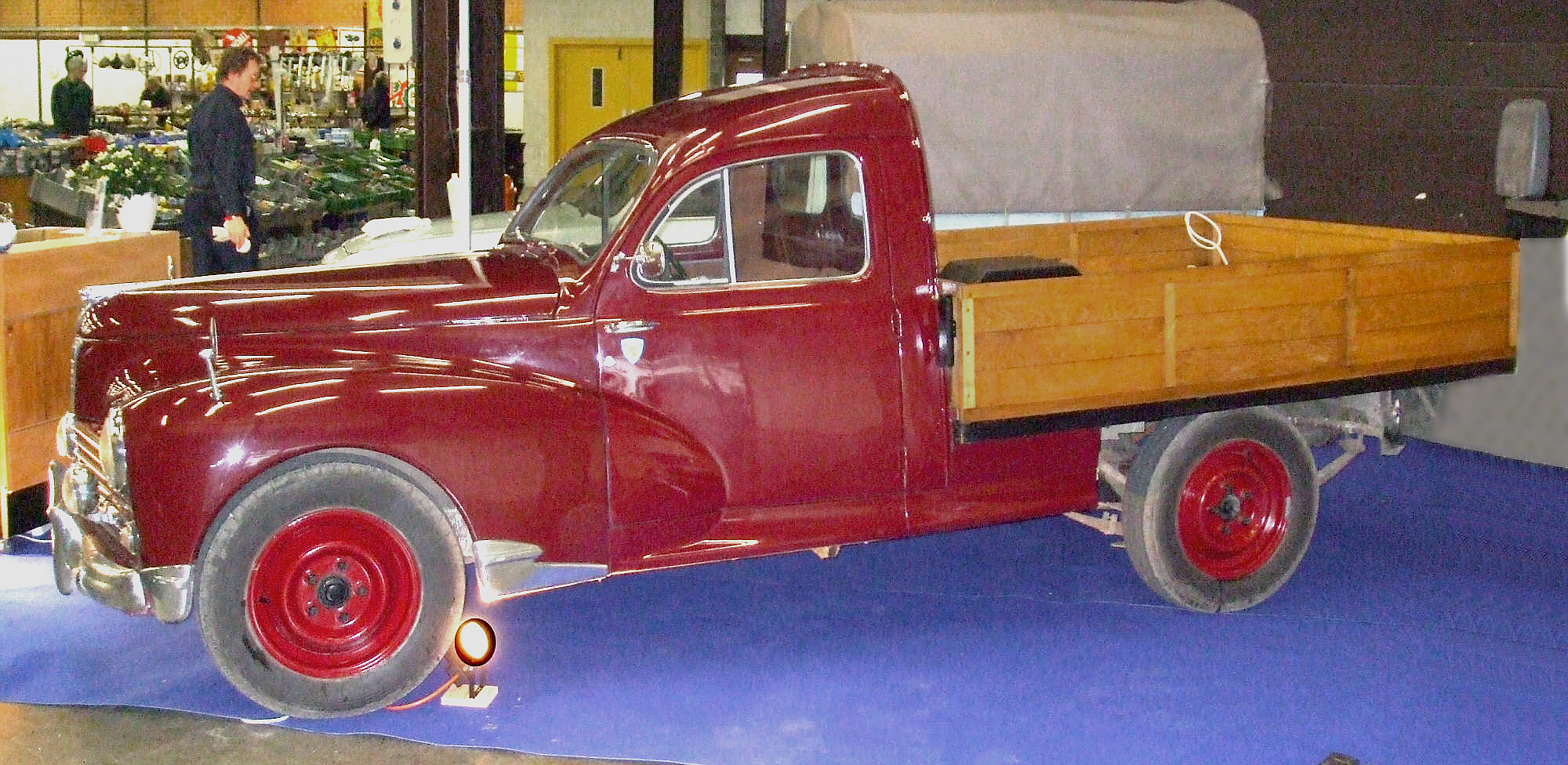
Una 203 Plateau Cabin, la versione pick-up

Il 1950 vide l'arrivo delle 203 Familiale e Commerciale. La prima era una giardinetta, anch'essa dalle linee arrotondate, dedicata al trasporto di persone, mentre la seconda era un piccolo furgoncino, praticamente una 203 Familiale senza divanetto posteriore. Nello stesso anno arrivarono anche la 203 Fourgonette, che differiva dalla Commerciale per l'assenza dei vetri posteriori e del lunotto, sostituiti da appositi lamierati. Può essere definita una delle antenate delle odierne van derivate da berline di serie. Sempre in quel periodo arrivarono la  203 Fourgon Tôlé (archiviato dall'url originale il 4 marzo 2016). (versione furgonata con cassone posteriore), la Ambulance, la Camionette Bachée (centinato con telone) e la Plateau Cabin (ossia la versione pick-up con cassone posteriore scoperto). Tutte queste versioni erano caratterizzate da un interasse allungato di venti centimetri per aumentare la capacità di carico e, nel caso della Familiale, per offrire più spazio ai passeggeri posteriori. Un'altra caratteristica che distingueva queste versioni dalla berlina stava nel retrotreno, non più a molle elicoidali, ma a balestre longitudinali, una soluzione da sempre preferita per quei mezzi destinati a carichi più gravosi. Nel frattempo, le versioni berlina e berlina trasformabile ricevettero aggiornamenti di dettaglio, come la scomparsa dei sedili tubolari, sostituiti da altri più eleganti e meglio rifiniti.

Aggiornamenti di dettaglio anche nel 1951: arrivarono nuovi comandi per regolazione del riscaldamento e per gli indicatori di direzione, mentre scomparvero le decorazioni cromate dai parafanghi anteriori. Dal punto di vista meccanico, invece, il motore vide l'arrivo della distribuzione con tendicinghia. Al Salone di Parigi di quell'anno venne presentata una nuova versione della gamma 203, la 203 Cabriolet, dotata di una vera e propria capote ripiegabile. L'arrivo della cabriolet non pregiudicò la permanenza in listino della Trasformabile, che quindi continuò ad essere commercializzata.

La commercializzazione della 203 Cabriolet fu avviata solo a partire dall'inizio del 1952, facendo così di questa versione la nuova top di gamma. Il prezzo era di 825 000 franchi, contro i 750 000 franchi richiesti per una Trasformabile dello stesso periodo. Presto divenne una delle vetture più apprezzate dalla clientela più snob. Per l'anno-modello 1952 vi furono anche altri aggiornamenti di dettaglio sul resto della gamma, come per esempio i sedili anteriori regolabili longitudinalmente, un nuovo sistema di riscaldamento e la plancia in tinta con la carrozzeria.

Nuovi aggiornamenti di dettaglio, ma questa volta un po' più consistenti, anche al Salone di Parigi del 1952, dove la 203 venne proposta con: nuovo lunotto più grande, portiere anteriori con deflettori, bracciolo estraibile nel divano posteriore, nuova plancia strumenti di forma semicircolare posta dietro al volante, nuovo volante a due razze e nuovo sistema di riscaldamento. Quanto al motore, la potenza massima passò da 42 a 45 CV grazie all'adozione di nuovi pistoni. Ma la novità più succulenta si ebbe, sempre nella medesima occasione, con l'arrivo della 203 Coupé, caratterizzata dalla carrozzeria a due porte (come peraltro la cabriolet) e dal padiglione tagliato e molto più inclinato rispetto alla berlina. Oggi un'autentica rarità, la 203 Coupé è assai ricercata dagli appassionati ed arriva a spuntare quotazioni molto più alte di quelle della berlina. Sempre nel 1952 si ebbe l'uscita di listino della Fourgon Tôlée.

Nel 1953 comparve uno sportelletto per coprire il bocchettone del serbatoio, ma anche la luce di cortesia interna, collegata all'apertura della portiera lato guida; contemporaneamente il bracciolo centrale posteriore ricevette un portacenere, mentre vennero utilizzati nuovi tessuti per i rivestimenti e vennero montati nuovi gocciolatoi sul tetto.

Nel marzo del 1954 venne tolta dai listini la berline découvrable ed il mese successivo fu la volta della versione coupé, mentre a giugno la gamma ricevette un nuovo cambio a 4 marce siglato C2 ed interamente sincronizzato. Sul finire dello stesso anno, l'intera gamma venne sostituita dalla 203 C, che si differenziava dalla precedente 203 per alcuni particolari poco visibili, come l'aumento della carreggiata anteriore da 1,33 ad 1,35 m, nuovi sedili, nuovi fari posteriori con luce di stop e catadiottro e la presenza di un dispositivo lavavetri. Per l'occasione, la Berlina Luxe venne proposta anche senza tetto apribile, mentre la versione cabriolet venne proposta anche in allestimento Grand Luxe, specifico solo per la versione aperta: tale allestimento includeva tra l'altro anche i fendinebbia integrati nei parafanghi e gli pneumatici con fianco di color bianco.

L'arrivo della 403, nel 1955, causò una flessione significativa ma non scoraggiante nelle vendite della più compatta 203: del resto gli stessi vertici della Casa avevano previsto questa possibilità, pertanto avevano dotato la nuova berlina di un motore di cilindrata superiore, in maniera tale da ridurre i rischi di cannibalismo commerciale. Alla fine dello stesso anno, la versione di base Affaire sparì dai listini.

All'inizio del 1956, vi fu l'arrivo dei tappetini interni in gomma, mentre in primavera venne tolta di produzione la 203C Cabriolet, sostituita dalla corrispondente versione aperta della 403. In autunno, gli indicatori di direzione a bacchetta furono sostituiti dai più moderni indicatori a lampeggiante con ripetitore anche sulla plancia, mentre arrivarono nuovi sedili e, per quanto riguarda la gamma, furono eliminate le versioni Familiale e Commerciale.

Nel mese di aprile del 1957 vi furono nuovi rivestimenti interni e nuovi copriruota di diametro maggiorato, mentre in estate il cambio ricevette nuovi rapporti. Nella seconda metà dello stesso anno vennero tolte dai listini le versioni Plateau Cabin ed Ambulance. A quel punto la gamma era composta da soli due modelli: la Berlina Luxe (con o senza tettuccio apribile) e la Fourgonnette.

Nel 1958 arrivarono i nuovi sedili con schienale regolabile ed i nuovi parasole imbottiti; esternamente venne eliminata la testa di Leone dalla sommità del cofano, sostituita da uno scudetto Peugeot.

Un anno dopo, alla fine del 1959, la gamma si ridusse alla sola versione berlina, che resistette fino al 26 febbraio dell'anno successivo. Per quanto riguarda la versione Fourgonnette, le ultime consegne avvennero anch'esse all'inizio del 1960. L'eredità della 203 venne raccolta da due modelli: più in alto vi fu proprio la 403, che tra l'altro venne proposta anche in versione 403/7, cioè con il vecchio motore della 203 opportunamente rivisto. Un gradino più in basso, nel 1965 fu lanciata la Peugeot 204.

### Riepilogo caratteristiche
| Versione                              | Berline Affaire                                                           | Berline Luxe                                                              | Berline Découvrable                                                       | Cabriolet                                                                 | Coupé                                                                     | Familiale                                                                 | Commerciale                                                               | Fourgonnette                                                              | Fourgon Tôlée                                                             | Fourgon Bachée                                                            | Plateau Cabin                                                             | Ambulance                                                                 |
| ------------------------------------- | ------------------------------------------------------------------------- | ------------------------------------------------------------------------- | ------------------------------------------------------------------------- | ------------------------------------------------------------------------- | ------------------------------------------------------------------------- | ------------------------------------------------------------------------- | ------------------------------------------------------------------------- | ------------------------------------------------------------------------- | ------------------------------------------------------------------------- | ------------------------------------------------------------------------- | ------------------------------------------------------------------------- | ------------------------------------------------------------------------- |
| Anni di produzione                    | 1949-55                                                                   | 1948-60                                                                   | 1949-54                                                                   | 1951-56                                                                   | 1952-54                                                                   | 1950-56                                                                   | 1950-56                                                                   | 1950-60                                                                   | 1950-52                                                                   | 1950-57                                                                   | 1950-57                                                                   | 1950-57                                                                   |
| Motore                                | TM anteriore longitudinale, 4 cilindri in linea                           | TM anteriore longitudinale, 4 cilindri in linea                           | TM anteriore longitudinale, 4 cilindri in linea                           | TM anteriore longitudinale, 4 cilindri in linea                           | TM anteriore longitudinale, 4 cilindri in linea                           | TM anteriore longitudinale, 4 cilindri in linea                           | TM anteriore longitudinale, 4 cilindri in linea                           | TM anteriore longitudinale, 4 cilindri in linea                           | TM anteriore longitudinale, 4 cilindri in linea                           | TM anteriore longitudinale, 4 cilindri in linea                           | TM anteriore longitudinale, 4 cilindri in linea                           | TM anteriore longitudinale, 4 cilindri in linea                           |
| Cilindrata (cm³)                      | 1290                                                                      | 1290                                                                      | 1290                                                                      | 1290                                                                      | 1290                                                                      | 1290                                                                      | 1290                                                                      | 1290                                                                      | 1290                                                                      | 1290                                                                      | 1290                                                                      | 1290                                                                      |
| Alimentazione                         | un carburatore invertito Solex                                            | un carburatore invertito Solex                                            | un carburatore invertito Solex                                            | un carburatore invertito Solex                                            | un carburatore invertito Solex                                            | un carburatore invertito Solex                                            | un carburatore invertito Solex                                            | un carburatore invertito Solex                                            | un carburatore invertito Solex                                            | un carburatore invertito Solex                                            | un carburatore invertito Solex                                            | un carburatore invertito Solex                                            |
| Potenza max                           | 42 CV a 4800 giri/min (45 CV dall'ottobre 1952)                           | 42 CV a 4800 giri/min (45 CV dall'ottobre 1952)                           | 42 CV a 4800 giri/min (45 CV dall'ottobre 1952)                           | 42 CV a 4800 giri/min (45 CV dall'ottobre 1952)                           | 42 CV a 4800 giri/min (45 CV dall'ottobre 1952)                           | 42 CV a 4800 giri/min (45 CV dall'ottobre 1952)                           | 42 CV a 4800 giri/min (45 CV dall'ottobre 1952)                           | 42 CV a 4800 giri/min (45 CV dall'ottobre 1952)                           | 42 CV a 4800 giri/min (45 CV dall'ottobre 1952)                           | 42 CV a 4800 giri/min (45 CV dall'ottobre 1952)                           | 42 CV a 4800 giri/min (45 CV dall'ottobre 1952)                           | 42 CV a 4800 giri/min (45 CV dall'ottobre 1952)                           |
| Coppia max                            | 80 Nm a 2500 giri/min                                                     | 80 Nm a 2500 giri/min                                                     | 80 Nm a 2500 giri/min                                                     | 80 Nm a 2500 giri/min                                                     | 80 Nm a 2500 giri/min                                                     | 80 Nm a 2500 giri/min                                                     | 80 Nm a 2500 giri/min                                                     | 80 Nm a 2500 giri/min                                                     | 80 Nm a 2500 giri/min                                                     | 80 Nm a 2500 giri/min                                                     | 80 Nm a 2500 giri/min                                                     | 80 Nm a 2500 giri/min                                                     |
| Frizione                              | Monodisco a secco                                                         | Monodisco a secco                                                         | Monodisco a secco                                                         | Monodisco a secco                                                         | Monodisco a secco                                                         | Monodisco a secco                                                         | Monodisco a secco                                                         | Monodisco a secco                                                         | Monodisco a secco                                                         | Monodisco a secco                                                         | Monodisco a secco                                                         | Monodisco a secco                                                         |
| Trazione                              | posteriore                                                                | posteriore                                                                | posteriore                                                                | posteriore                                                                | posteriore                                                                | posteriore                                                                | posteriore                                                                | posteriore                                                                | posteriore                                                                | posteriore                                                                | posteriore                                                                | posteriore                                                                |
| Cambio                                | manuale a 4 rapporti                                                      | manuale a 4 rapporti                                                      | manuale a 4 rapporti                                                      | manuale a 4 rapporti                                                      | manuale a 4 rapporti                                                      | manuale a 4 rapporti                                                      | manuale a 4 rapporti                                                      | manuale a 4 rapporti                                                      | manuale a 4 rapporti                                                      | manuale a 4 rapporti                                                      | manuale a 4 rapporti                                                      | manuale a 4 rapporti                                                      |
| Scocca                                | autoportante                                                              | autoportante                                                              | autoportante                                                              | autoportante                                                              | autoportante                                                              | autoportante                                                              | autoportante                                                              | autoportante                                                              | autoportante                                                              | autoportante                                                              | autoportante                                                              | autoportante                                                              |
| Sospensioni ant.                      | ruote indipendenti, balestra trasversale, ammortizzatori idraulici a leva | ruote indipendenti, balestra trasversale, ammortizzatori idraulici a leva | ruote indipendenti, balestra trasversale, ammortizzatori idraulici a leva | ruote indipendenti, balestra trasversale, ammortizzatori idraulici a leva | ruote indipendenti, balestra trasversale, ammortizzatori idraulici a leva | ruote indipendenti, balestra trasversale, ammortizzatori idraulici a leva | ruote indipendenti, balestra trasversale, ammortizzatori idraulici a leva | ruote indipendenti, balestra trasversale, ammortizzatori idraulici a leva | ruote indipendenti, balestra trasversale, ammortizzatori idraulici a leva | ruote indipendenti, balestra trasversale, ammortizzatori idraulici a leva | ruote indipendenti, balestra trasversale, ammortizzatori idraulici a leva | ruote indipendenti, balestra trasversale, ammortizzatori idraulici a leva |
| Sospensioni post.                     | ruote indip., molle elicoidali, ammortizzatori idraulici a leva           | ruote indip., molle elicoidali, ammortizzatori idraulici a leva           | ruote indip., molle elicoidali, ammortizzatori idraulici a leva           | ruote indip., molle elicoidali, ammortizzatori idraulici a leva           | ruote indip., molle elicoidali, ammortizzatori idraulici a leva           | ruote indip., balestre longitudinali, ammortizzatori idraulici a leva     | ruote indip., balestre longitudinali, ammortizzatori idraulici a leva     | ruote indip., balestre longitudinali, ammortizzatori idraulici a leva     | ruote indip., balestre longitudinali, ammortizzatori idraulici a leva     | ruote indip., balestre longitudinali, ammortizzatori idraulici a leva     | ruote indip., balestre longitudinali, ammortizzatori idraulici a leva     | ruote indip., balestre longitudinali, ammortizzatori idraulici a leva     |
| Impianto frenante                     | Freni a tamburo sulle quattro ruote                                       | Freni a tamburo sulle quattro ruote                                       | Freni a tamburo sulle quattro ruote                                       | Freni a tamburo sulle quattro ruote                                       | Freni a tamburo sulle quattro ruote                                       | Freni a tamburo sulle quattro ruote                                       | Freni a tamburo sulle quattro ruote                                       | Freni a tamburo sulle quattro ruote                                       | Freni a tamburo sulle quattro ruote                                       | Freni a tamburo sulle quattro ruote                                       | Freni a tamburo sulle quattro ruote                                       | Freni a tamburo sulle quattro ruote                                       |
| Massa in ordine di marcia             | 915                                                                       | 920                                                                       | 920                                                                       | 980                                                                       | 920                                                                       | 1.100                                                                     | 1.100                                                                     | 1.100                                                                     | 1.200                                                                     | 1.100                                                                     | 1.100                                                                     | 1.200                                                                     |
| Serbatoio                             | 50 litri                                                                  | 50 litri                                                                  | 50 litri                                                                  | 50 litri                                                                  | 50 litri                                                                  | 50 litri                                                                  | 50 litri                                                                  | 50 litri                                                                  | 50 litri                                                                  | 50 litri                                                                  | 50 litri                                                                  | 50 litri                                                                  |
| Velocità massima                      | 116 km/h (120 km/h dall'ottobre 1952)                                     | 116 km/h (120 km/h dall'ottobre 1952)                                     | 116 km/h (120 km/h dall'ottobre 1952)                                     | 116 km/h (120 km/h dall'ottobre 1952)                                     | 116 km/h (120 km/h dall'ottobre 1952)                                     | 105 km/h                                                                  | 105 km/h                                                                  | 105 km/h                                                                  | 100 km/h                                                                  | 90 km/h                                                                   | 90 km/h                                                                   | 100 km/h                                                                  |
| Accelerazione 0–100 km/h              | 36"5                                                                      | 36"5                                                                      | 36"5                                                                      | 36"5                                                                      | 36"5                                                                      | n.d.                                                                      | n.d.                                                                      | n.d.                                                                      | n.d.                                                                      | n.d.                                                                      | n.d.                                                                      | n.d.                                                                      |
| Consumo medio                         | 8.3                                                                       | 8.3                                                                       | 8.3                                                                       | 8.3                                                                       | 8.3                                                                       | 9.8                                                                       | 9.8                                                                       | 9.8                                                                       | 10                                                                        | 11                                                                        | 11                                                                        | 10                                                                        |
| Prezzo al debutto in franchi francesi | 445.000                                                                   | 445.000                                                                   | 525.000                                                                   | 825.000                                                                   | 790.000                                                                   | 545.000                                                                   | 530.000                                                                   | 589.000                                                                   | 614.000                                                                   | 529.000                                                                   | n.d.                                                                      | 739.000                                                                   |
| Esemplari prodotti                    | 11.278                                                                    | 477.314                                                                   | 11.514                                                                    | 2.569                                                                     | 955                                                                       | 23.642                                                                    | 45.961                                                                    | 31.289                                                                    | 3.839                                                                     | 63.704                                                                    | 10.264                                                                    | 3.499                                                                     |

#### Le altre 203
La 203 è stata anche oggetto di reinterpretazioni da parte di alcuni stilisti automobilistici dell'epoca, che hanno saputo realizzare delle versioni molto particolari, versioni che in qualche caso differivano notevolmente dal modello di serie.

Tra queste 203 "speciali" vanno senz'altro segnalate quelle ripensate da:
- Darl'Mat: la  203 Darl'Mat (JPG). riprende il vecchio legame tra la Casa del Leone Rampante ed il carrozziere Emile Darl'Mat, legame che risale al 1934, quando quest'ultimo prese a realizzare versioni particolari delle Peugeot in listino a quell'epoca. Dopo la guerra, Darl'Mat tornò a cimentarsi sulla base di alcuni esemplari di 203, dando luogo a creazioni assai eleganti, caratterizzate dal frontale ridisegnato, specie nella calandra, e dalla zona posteriore dove balzano all'occhio i passaruota carenati. Gli inserti cromati sui parafanghi, sia anteriori che posteriori, sono collegati tra loro da una linea cromata che percorre l'intera zona sottoporta. La coda, più inclinata che nella 203 di serie, ospita uno sportello bagagli dotato di una pinna a sviluppo verticale. Anche il motore è stato rivisitato, grazie all'aumento del rapporto di compressione ed al montaggio di due carburatori anziché uno. La potenza massima superava così i 50 CV e la vettura, realizzata anche con carrozzeria cabriolet, raggiungeva i 140 km/h.
- Constantin: si tratta di una 203 con corpo vettura ribassato, carrozzeria più profilata e telaio irrobustito. Meccanicamente la vettura monta un motore con cilindrata portata a 1425 cm³, partendo dal 1.3 di origine, e con l'applicazione di un compressore volumetrico. La potenza massima era di 90 CV a 5000 giri/min, abbastanza per permettere alla vettura di superare i 160 km/h.
- Morand: si tratta di una 203 con modifiche tecniche ai collettori di aspirazione e scarico. la vettura risultante raggiungeva una velocità massima di 137 km/h, con accelerazione da 0 a 100 km/h coperta in 22"1.
- Torpedo Tour de France: qui le modifiche apportate alla 203 sono soprattutto esteriori. La Torpedo Tour de France è stata costruita in 14 esemplari nel mese di aprile del 1954 allo stabilimento carrozzerie speciali di La Garenne-Colombes, ed era caratterizzata da una carrozzeria cabriolet senza portiere. Il lotto di vetture venne utilizzato per funzioni di servizio al Tour de France.
- Cales: la  Cales (archiviato dall'url originale il 4 marzo 2016). è una fuoriserie con carrozzeria barchetta su meccanica ripresa dalla 203.